# Inter duos lucos
Inter duos lucos (latin: ”mellan två offerlundar”) var ett område i dalsänkan mellan Capitoliums bägge toppar: det egentliga Capitolium och Arx. Enligt traditionen ska Romulus ha inrättat Asylum på denna plats, där han välkomnade personer från andra städer; hans syfte var att öka invånarantalet i Rom.
I början av 100-talet f.Kr. uppfördes Veiovistemplet på Inter duos lucos.
Under Ciceros tid ska Inter duos lucos ha utgjort en öppen plats.